# Cimetière d'Issy-les-Moulineaux
Le cimetière d'Issy-les-Moulineaux est un cimetière communal se trouvant dans la ville d'Issy-les-Moulineaux, dans les Hauts-de-Seine,.
La commune est adhérente au Syndicat intercommunal funéraire de la région parisienne.

## Situation et accès
Le cimetière est accessible par la gare d'Issy-Val de Seine. Son entrée principale se trouve rue de l'Égalité.

## Historique
Il a été ouvert en 1864, agrandi en 1873, 1908 et 1936. Il ferma entre 1961 et 1972, où il était remplacé par le cimetière intercommunal de Clamart qui avait ouvert en 1957.

## Description
La composition de ce cimetière est celle d'un rectangle parcouru par des allées orthogonales, ornées d'ifs.
Il est orné d'une statue appelée La Veuve, œuvre du sculpteur Pierre Albert-Birot.

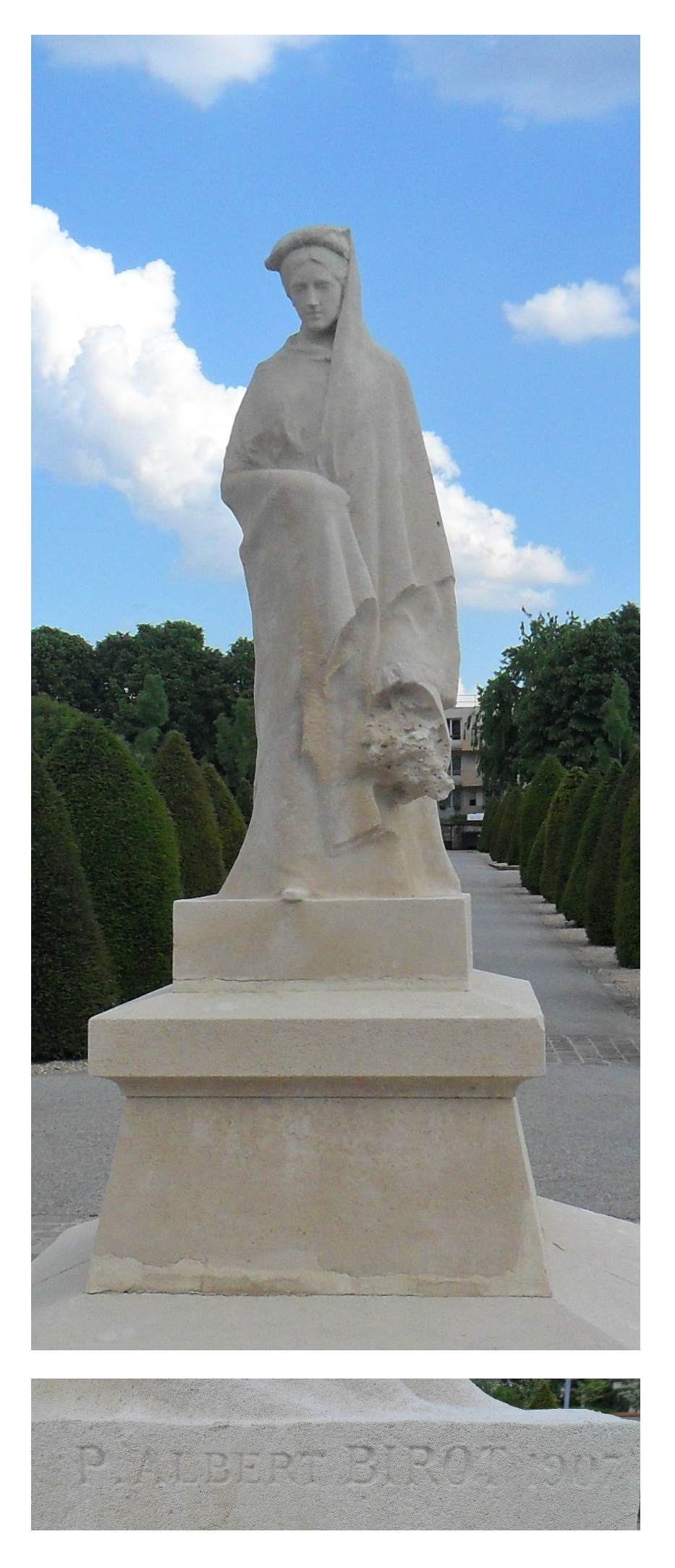
P. Albert-Birot, La Veuve, pierre, au cimetière d’Issy-les-Moulineaux.

Il s'y trouve un carré militaire.

## Personnalités inhumées
- Le journaliste sportif Jean-Paul Brouchon (1938-2011).
- Le peintre Georges-Marcel Burgun (1874-1964).
- Le cycliste Bruno Carini (1912-1945).
- Paul Cruet (1880-1966), fondeur d'Auguste Rodin[5].
- L'homme politique Auguste Gervais (1857-1917).
- Le pilote d'essai et militaire Roland Glavany (1922-2017)
- Louis Guilloteaux (1789-1858), ancien maire de la ville.
- Aristide Jobert (1869-1942), politicien socialiste.
- Yves Mahé (1919-1962), pilote de chasse.
- Albert Mirlesse (1914-1999), officier aviateur.
- Le sculpteur Pierre-Louis Rouillard (1820-1881).
- Le colonel Alexis Santini (1914-1997), oncle d'André Santini.
- La famille de l'homme politique Pierre Taittinger.

## Illustrations

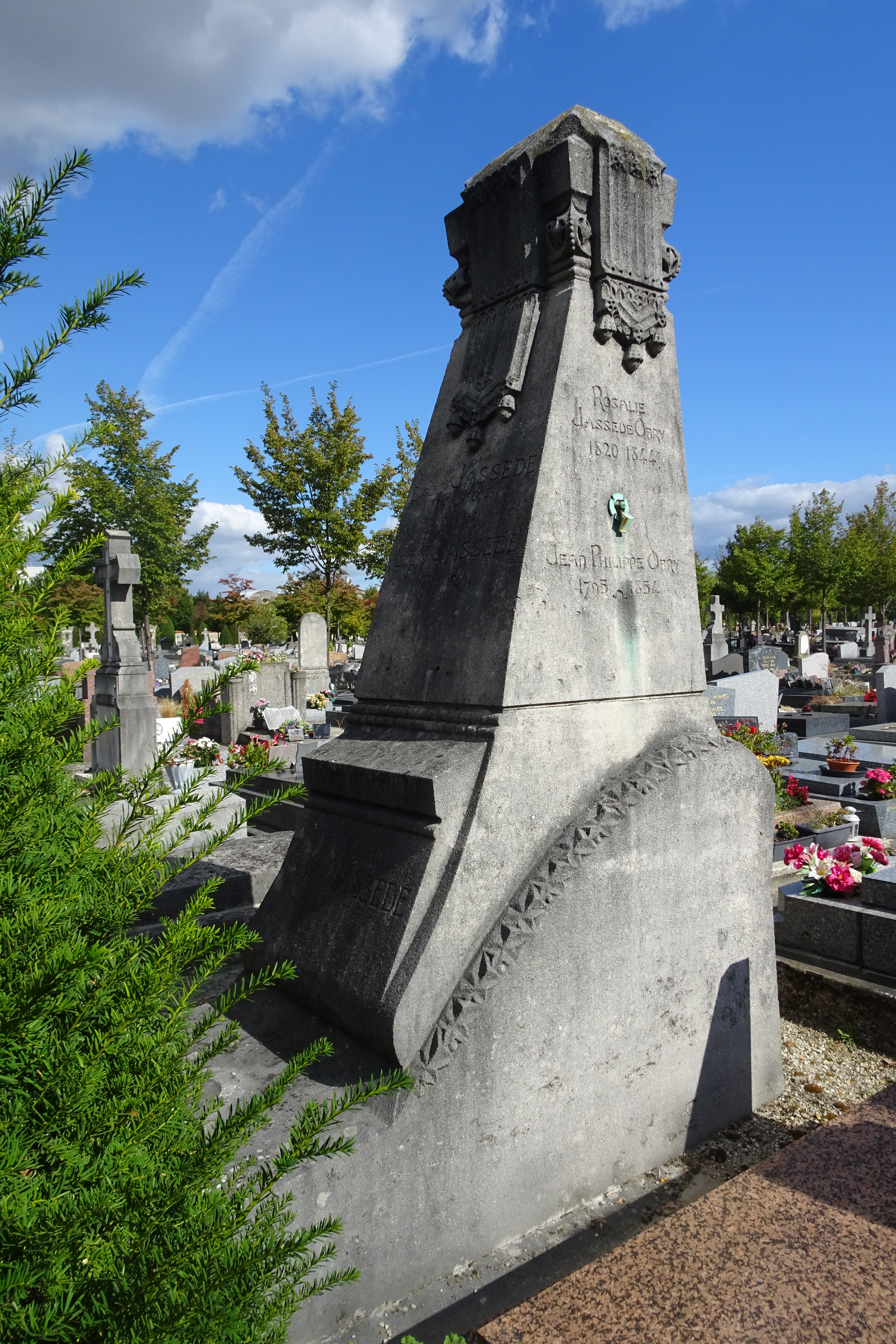
Tombe Obry-Jassédé (1895), selon les plans d'Hector Guimard.